# Obolon (bier)

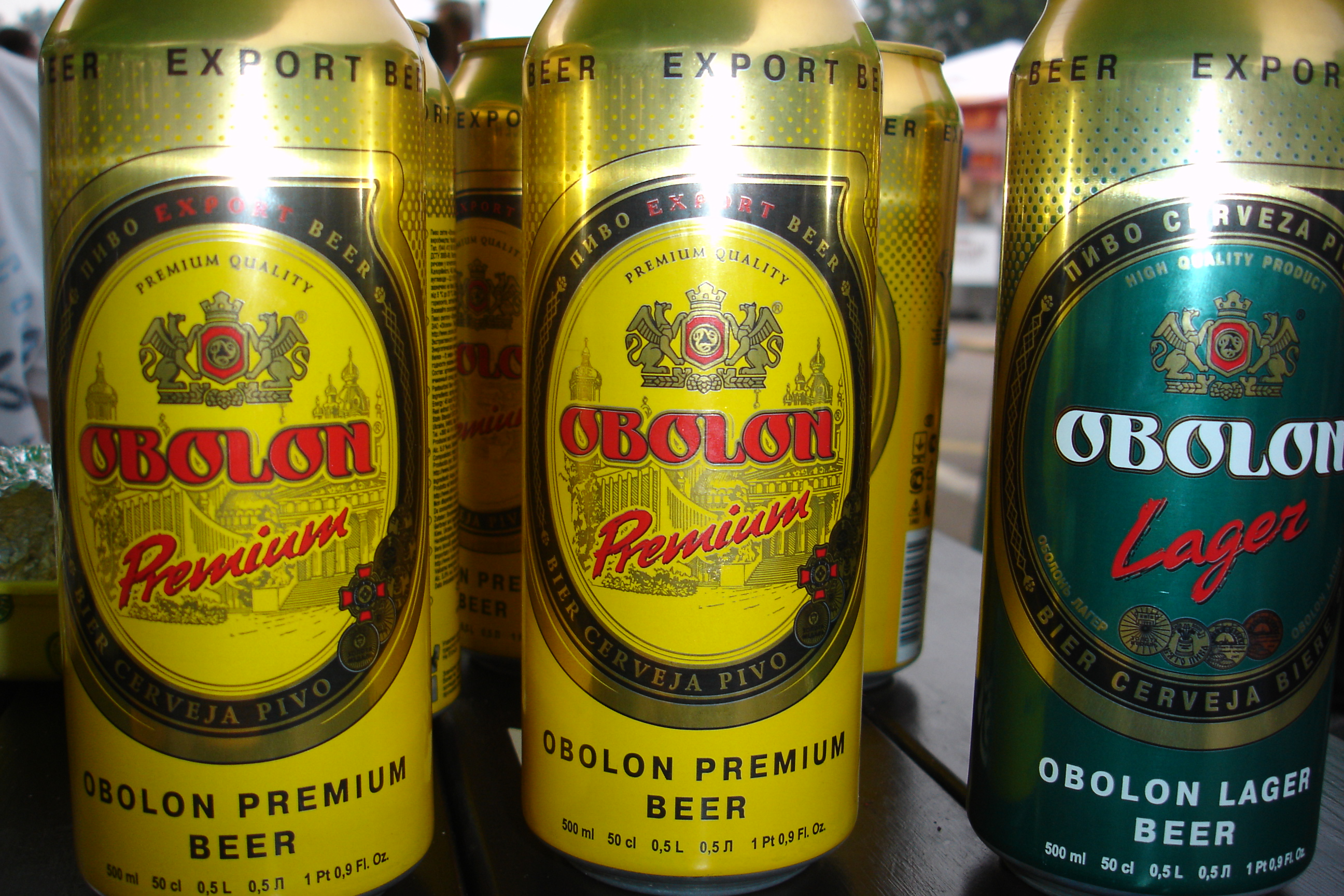
Obolon bieren

Obolon (Oekraïens: Оболонь) is een Oekraïens biermerk, dat een zevental bieren van lage gisting omvat.
Het bier wordt sinds 1992 gebrouwen door de brouwerijgroep Obolon (Obolon Closed Joint-Stock Company) te Kiev, de grootste brouwerijgroep met negen vestigingen in Oekraïne. Obolon wordt geëxporteerd naar 23 landen, waaronder Rusland, Moldavië, Groot-Brittannië, Duitsland, Polen, Israël, Estland, Letland, Litouwen, Zuid-Korea, USA en Canada.

## Varianten (2012)
- Obolon Light, blond bier met een alcoholpercentage van 4,5%, de populairste variant
- Obolon Premium, blond bier met een alcoholpercentage van 5%
- Obolon Soborne, blond bier met een alcoholpercentage van 4,7%
- Obolon Oksamytove, donker bier met een alcoholpercentage van 5,3%
- Obolon Non-Alcoholic, blond bier met een alcoholpercentage van 0,5%
- Obolon Strong, blond bier met een alcoholpercentage van 7,1%
- Obolon Live, blond bier met een alcoholpercentage van 4,5%